# Сандерс, Андрей Осипович
Андрей Осипович Сандерс (Андрей Вильгельм Сандерс, Уильям Генри Саундерс, англ. William Henry Saunders; 24 июля 1794, Лондон — 10 августа 1838, Вильна) — российский военный и переводчик английского происхождения. Сын Осипа (Джозефа) Сандерса.
Состоял на армейской службе в 1819—1828 годах в составе лейб-гвардейского Сапёрного батальона, занимая должность адъютанта при генерале П. К. Сухтелене; в 1826 году произведён в полковники.
Опубликовал две книги стихотворных переводов на английский язык. Первая, «Стихотворные переводы с русского языка» (англ. Poetical Translations from the Russian Language), вышла в 1826 году в Лондоне и стала одной из первых возможностей знакомства с новейшей русской поэзией для английского и американского читателя. В неё вошли, в частности, басни И. А. Крылова «Собачья дружба», «Демьянова уха», «Любопытный» и «Сочинитель и Разбойник» — в этой работе переводчик, «в духе времени позволяя себе видоизменения оригинала, оставался верен ему в главном, сохраняя его принципиальные смыслообразующие и стилистические характеристики»; кроме того, сборник Сандерса включает оду В. А. Жуковского «Певец во стане русских воинов», стихотворение И. И. Дмитриева «Ермак», отрывки из поэмы М. М. Хераскова «Россиада». Книгу предваряет англоязычное стихотворное посвящение императору Николаю I.
Вторая книга Сандерса, «Стихотворные переводы со шведского языка» (англ. Poetical Translations from the Swedish Language), вышла в 1827 году в Стокгольме. В неё вошли поэма Э. Тегнера «Аксель» (вместе с предваряющим её стихотворением-посвящением «К Леопольду»), баллады Э. Г. Гейера «Последний скальд» и «Викинг» и басня Ю. Х. Чельгрена «Страус».